# Kirk Hammett

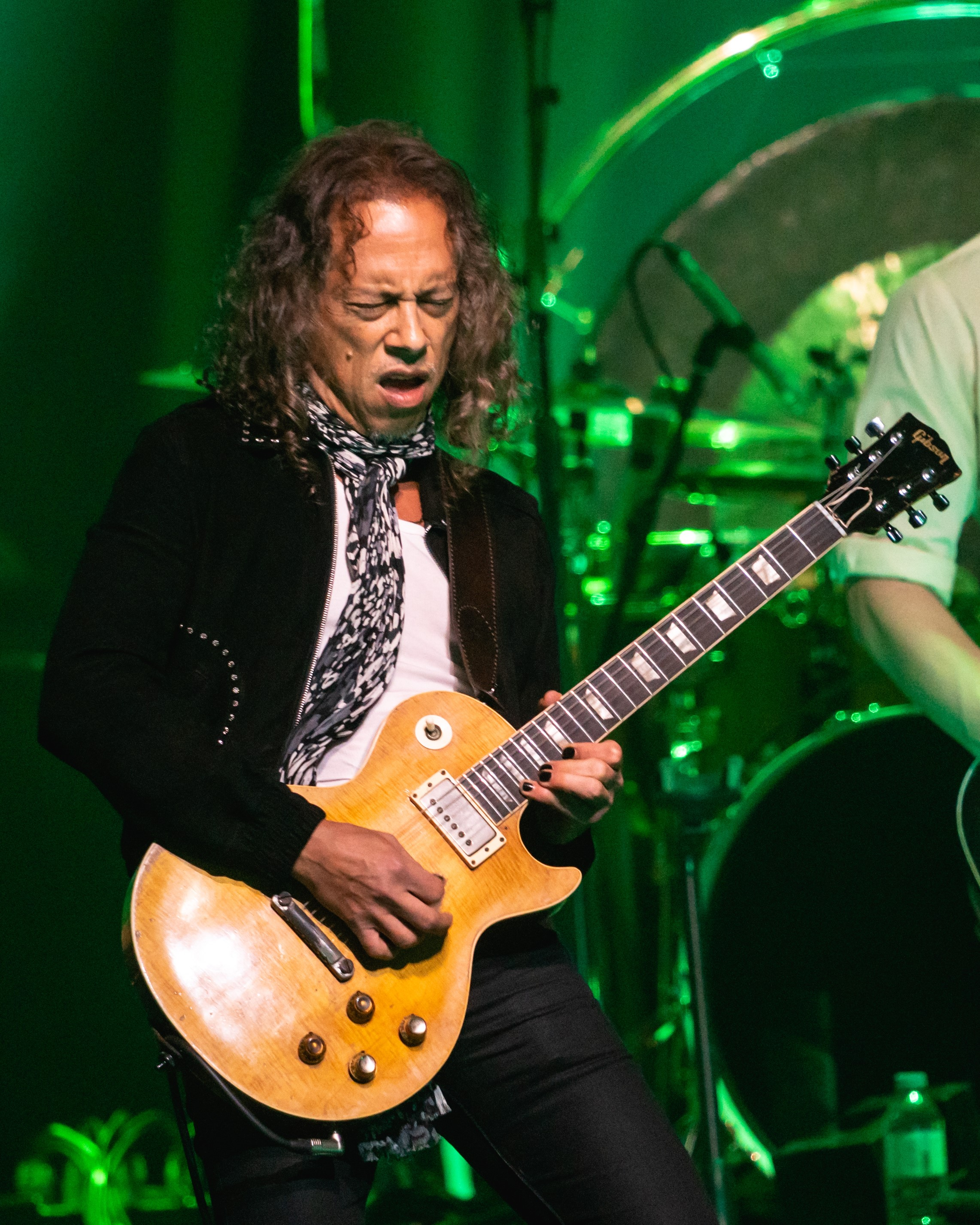
Kirk Hammett (2020)

Kirk Lee Hammett (* 18. November 1962 in San Francisco, Kalifornien) ist ein US-amerikanischer Musiker und Leadgitarrist der Metal-Band Metallica sowie ehemaliges Mitglied der Thrash-Metal Band Exodus.  
Er wurde 2003 vom Rolling Stone auf Platz 11 der 100 größten Gitarristen gesetzt.

## Leben und Karriere
Hammetts Vater war ein irischer Handelsmatrose und seine Mutter eine philippinische Regierungsangestellte. Nach dem Umzug der Familie ins kalifornische El Sobrante besuchte er dort die De Anza High School. Er wuchs  in schwierigen Verhältnissen auf.
Als Kind und Jugendlicher zeigte er großes Interesse für die Plattensammlung seines älteren Bruders, die Alben von Jimi Hendrix, Led Zeppelin und UFO enthielt. Die Band UFO, deren Alben mit Michael Schenker und die Scorpions mit ihrer LP Virgin Killer brachten ihn zu den Heavy-Gitarristen. Bis heute zählt er Michael Schenker, Uli Jon Roth und den aktuellen Gitarristen der Scorpions Matthias Jabs zu seinen Vorbildern und Inspirationsquellen und spielt Lieder der Scorpions nach, beispielsweise Sails of Charon. Er bezeichnet Hannover, Heimatstadt der Scorpions, als großen Teil seiner musikalischen Identität.
Hammett beschäftigte sich ab dem Alter von 15 Jahren mit der Gitarre. Ab 1978 verwendete er eine Fender Stratocaster, dann eine Gibson Flying V aus dem Jahre 1974.  

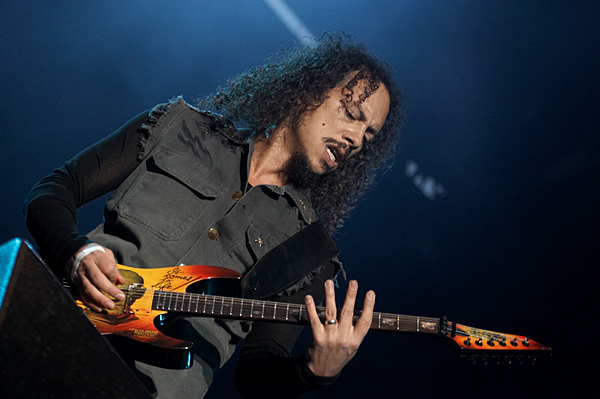
Hammett in Wien (2007)

Hammett begeisterte sich früh für Heavy Metal. 1982 gründete er mit dem Sänger Paul Baloff, dem Gitarristen Gary Holt und dem Schlagzeuger Tom Hunting die Gruppe Exodus, eine der prägendsten Gruppen in den Anfangstagen der Thrash-Metal-Bewegung der Bay Area.
Er stieg 1983 bei Metallica ein, nachdem sein Vorgänger Dave Mustaine wegen Drogen- und Alkoholproblemen von der Gruppe entlassen worden war. Kurz danach nahm Hammett mit Metallica das erste Album Kill ’Em All auf. Zu diesem Zeitpunkt nahm er zusätzlich Unterricht beim Gitarrenvirtuosen Joe Satriani. Hammett ist Lead-Gitarrist, aber er beteiligt sich seit Mitte der 80er-Jahre auch am Schreiben der Lieder, und hat auf dem Album St. Anger auch an der Erstellung der Texte mitgewirkt. 
Eines seiner bekanntesten Riffs ist das Hauptriff von Enter Sandman. Beim letzten Konzert der Spastik Children, der „Spaßband“ unter anderem von James Hetfield, vertrat er den tödlich verunglückten Bassisten Cliff Burton am Bass.
Das erste Mal traf er Michael Schenker in der Sendung That Metal Show, wo Musiker mit ihren Idolen jammen. Am 3. Mai 2015 trat Hammett mit der Michael Schenker's Temple of Rock-Gruppe in San José auf und spielte mit ihr das UFO-Lied Natural Thing, gefolgt vom Scorpions-Titel Blackout. Dann auf der 2018er-Studio-Platte Resurrection vom Michael Schenker Fest, duellierte er sich auf der Lead-Gitarre als Gast im Lied Heart and Soul mit Michael Schenker.

## Diskografie
- 2022: Portals (EP)

## Sonstiges
Hammett besitzt eine Sammlung von mehreren Hundert Gitarren, die meisten davon wurden von ESP hergestellt. ESP hat auch im Lauf der Zeit mehrere Signature-Modelle zu Ehren Kirk Hammetts herausgegeben. Bei besonderen Anlässen spielt er auch Gitarren der amerikanischen Traditionsmarke Gibson, so besitzt er mehrere originale Les-Paul-Modelle aus den Jahren 1958 und 1959, welche heute Preise von etwa 300.000 USD und mehr erreichen. Die wohl bekannteste von ihnen ist seine Greeny aus dem Jahr 1959 mit Vorbesitzern wie Peter Green und Gary Moore, die er 2014 für rund 2 Mio. USD kaufte. Diese spielt er regelmäßig bei Live-Auftritten, häufig bei Liedern mit ruhigeren Teilen, wie Fade to Black oder Welcome Home (Sanitarium).
1993, nach der Tour zu Metallicas Black Album, schrieb sich Hammett im City College of San Francisco ein, wo er Film und asiatische Kunst studierte.
Er ist Comic- und Horrorfilmfan.

## Privates
Hammett heiratete 1998 zum zweiten Mal, aus dieser Ehe stammen zwei Kinder (* 2006 und *2008). 2012 reichte er die Scheidung ein.